# Mistrovství Evropy v judu 2015 – ženy – těžká váha (+78 kg)
Zápasy v judu na I. Evropský hrách / mistrovství Evropy v kategorii těžkých vah žen proběhly v Baku, 25. června 2015.

## Finále
| finále           |                  |
| ---------------- | ---------------- |
| Jasmin Külbsová  | Emilie Andéolová |
| Emilie Andéolová | Emilie Andéolová |

## Opravy / O bronz
Poražení čtvrtfinalisté se utkávají mezi sebou v opravách. Vítězové oprav následně vyzvou poražené semifinalisty v boji o bronzovou medaili.
| opravy             | o bronz              |                      |
| ------------------ | -------------------- | -------------------- |
| Gülşah Kocatürková | Santa Pakenytė       | Belkız Zehra Kayaová |
| Santa Pakenytė     | Santa Pakenytė       | Belkız Zehra Kayaová |
|                    | Belkız Zehra Kayaová | Belkız Zehra Kayaová |
| Iryna Kindzerská   | Svitlana Jaromková   | Svitlana Jaromková   |
| Svitlana Jaromková | Svitlana Jaromková   | Svitlana Jaromková   |
|                    | Maryna Slucká        | Svitlana Jaromková   |

## Pavouk
|   | 1/32               | 1/16                  | čtvrtfinále          | semifinále           | finále           |
| - | ------------------ | --------------------- | -------------------- | -------------------- | ---------------- |
| A | volný los          | Franziska Konitzová   | Maryna Slucká        | Maryna Slucká        | Jasmin Külbsová  |
| A | volný los          | Franziska Konitzová   | Maryna Slucká        | Maryna Slucká        | Jasmin Külbsová  |
| A | volný los          | Maryna Slucká         | Maryna Slucká        | Maryna Slucká        | Jasmin Külbsová  |
| A | volný los          | Maryna Slucká         | Maryna Slucká        | Maryna Slucká        | Jasmin Külbsová  |
| A | volný los          | Gülşah Kocatürková    | Gülşah Kocatürková   | Maryna Slucká        | Jasmin Külbsová  |
| A | volný los          | Gülşah Kocatürková    | Gülşah Kocatürková   | Maryna Slucká        | Jasmin Külbsová  |
| A | volný los          | Jessica Zannoniová    | Gülşah Kocatürková   | Maryna Slucká        | Jasmin Külbsová  |
| A | volný los          | Jessica Zannoniová    | Gülşah Kocatürková   | Maryna Slucká        | Jasmin Külbsová  |
| B | volný los          | Jasmin Külbsová       | Jasmin Külbsová      | Jasmin Külbsová      | Jasmin Külbsová  |
| B | volný los          | Jasmin Külbsová       | Jasmin Külbsová      | Jasmin Külbsová      | Jasmin Külbsová  |
| B | volný los          | Tessie Savelkoulsová  | Jasmin Külbsová      | Jasmin Külbsová      | Jasmin Külbsová  |
| B | volný los          | Tessie Savelkoulsová  | Jasmin Külbsová      | Jasmin Külbsová      | Jasmin Külbsová  |
| B | volný los          | Xenija Čibisovová     | Santa Pakenisová     | Jasmin Külbsová      | Jasmin Külbsová  |
| B | volný los          | Xenija Čibisovová     | Santa Pakenisová     | Jasmin Külbsová      | Jasmin Külbsová  |
| B | volný los          | Santa Pakenisová      | Santa Pakenisová     | Jasmin Külbsová      | Jasmin Külbsová  |
| B | volný los          | Santa Pakenisová      | Santa Pakenisová     | Jasmin Külbsová      | Jasmin Külbsová  |
| C | volný los          | Emilie Andéolová      | Emilie Andéolová     | Emilie Andéolová     | Emilie Andéolová |
| C | volný los          | Emilie Andéolová      | Emilie Andéolová     | Emilie Andéolová     | Emilie Andéolová |
| C | volný los          | Katarzyna Furmaneková | Emilie Andéolová     | Emilie Andéolová     | Emilie Andéolová |
| C | volný los          | Katarzyna Furmaneková | Emilie Andéolová     | Emilie Andéolová     | Emilie Andéolová |
| C | volný los          | Iryna Kindzerská      | Iryna Kindzerská     | Emilie Andéolová     | Emilie Andéolová |
| C | volný los          | Iryna Kindzerská      | Iryna Kindzerská     | Emilie Andéolová     | Emilie Andéolová |
| C | Elisa Marchiová    | Elisa Marchiová       | Iryna Kindzerská     | Emilie Andéolová     | Emilie Andéolová |
| C | Sandra Jablonskytė | Elisa Marchiová       | Iryna Kindzerská     | Emilie Andéolová     | Emilie Andéolová |
| D | volný los          | Svitlana Jaromková    | Svitlana Jaromková   | Belkız Zehra Kayaová | Emilie Andéolová |
| D | volný los          | Svitlana Jaromková    | Svitlana Jaromková   | Belkız Zehra Kayaová | Emilie Andéolová |
| D | volný los          | Sarah Adlingtonová    | Svitlana Jaromková   | Belkız Zehra Kayaová | Emilie Andéolová |
| D | volný los          | Sarah Adlingtonová    | Svitlana Jaromková   | Belkız Zehra Kayaová | Emilie Andéolová |
| D | volný los          | Larisa Cerićová       | Belkız Zehra Kayaová | Belkız Zehra Kayaová | Emilie Andéolová |
| D | volný los          | Larisa Cerićová       | Belkız Zehra Kayaová | Belkız Zehra Kayaová | Emilie Andéolová |
| D | volný los          | Belkız Zehra Kayaová  | Belkız Zehra Kayaová | Belkız Zehra Kayaová | Emilie Andéolová |
| D | volný los          | Belkız Zehra Kayaová  | Belkız Zehra Kayaová | Belkız Zehra Kayaová | Emilie Andéolová |